# Kapusta warzywna

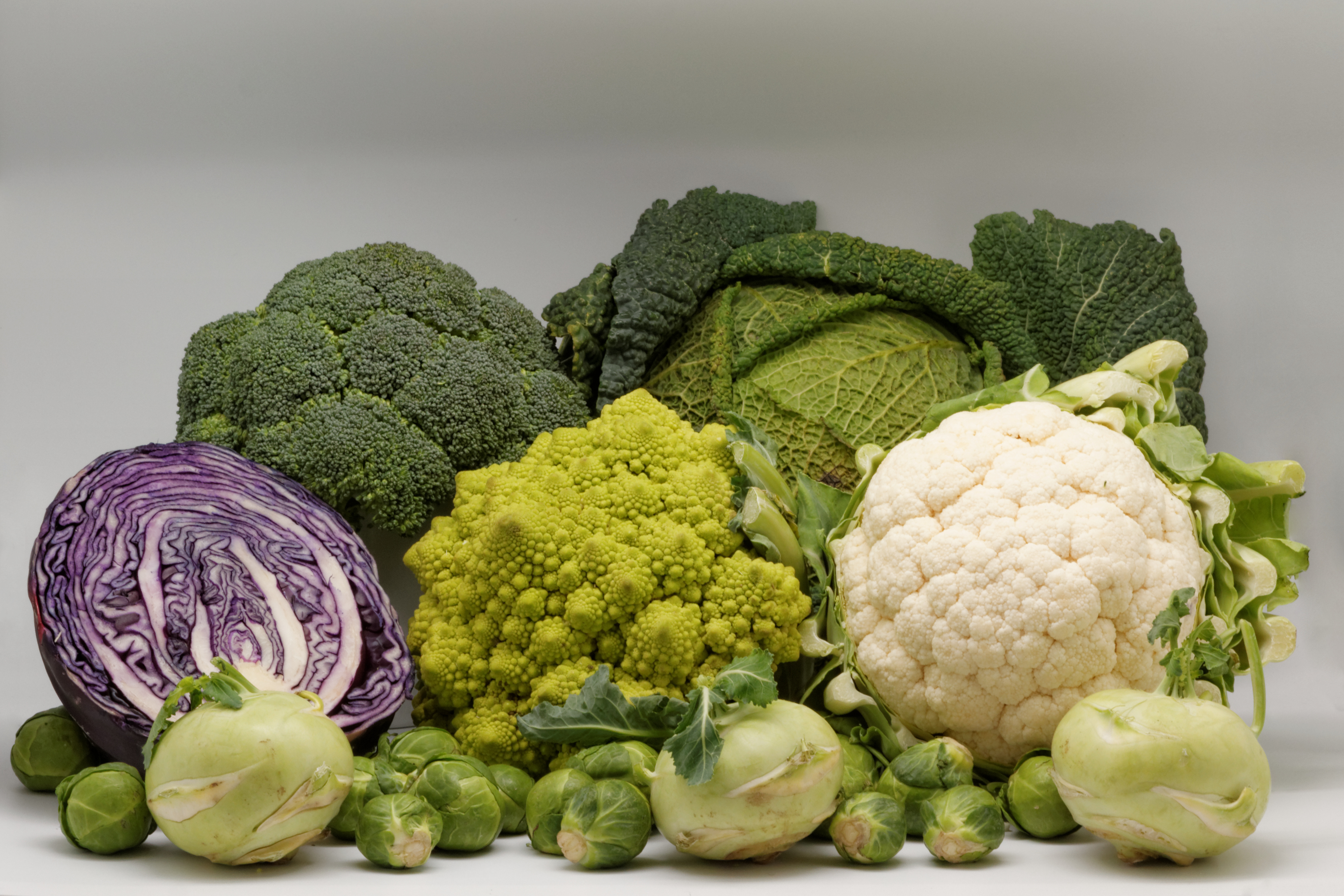
Różne odmiany kapusty warzywnej

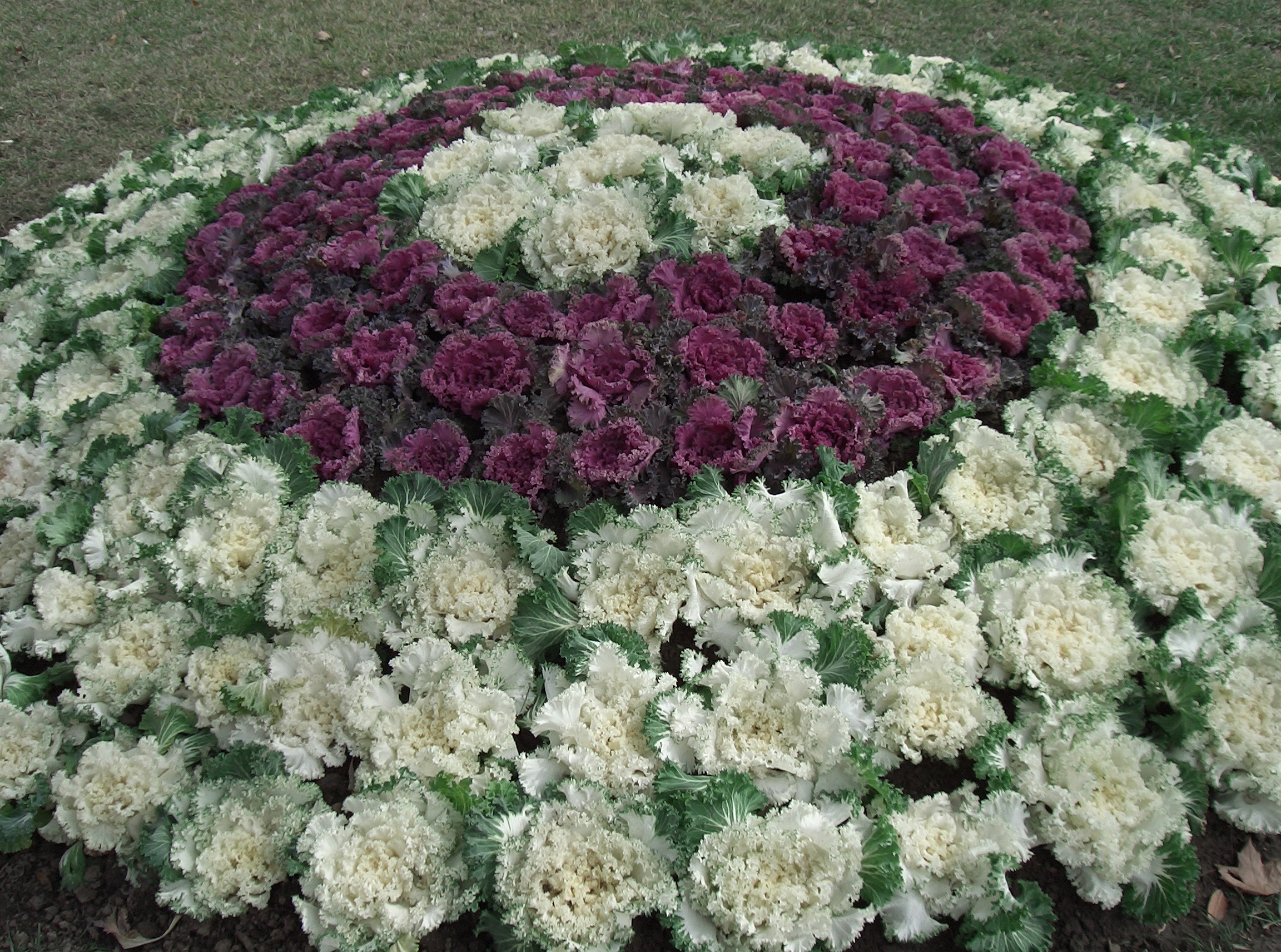
B. oleracea var. viridis

Kapusta warzywna, kapusta ogrodowa (Brassica oleracea L.) – gatunek roślin z rodziny kapustowatych. W naturze rośnie na wybrzeżach morskich Wielkiej Brytanii, na północnym wybrzeżu Hiszpanii, zachodnim i północnym Francji oraz na brzegach morskich w Szlezwiku-Holsztynie w Niemczech. Z tego gatunku wyhodowano szereg odmian uprawnych rozpowszechnionych w uprawie na całym świecie. 

## Morfologia
Opis dotyczy postaci typowej, dziko rosnącej na wybrzeżach Europy. Budowa poszczególnych odmian uprawnych jest wyraźnie odrębna. 
PokrójRoślina dwuletnia i bylina o drewniejącej łodydze.
LiścieNieliczne. Blaszka liściowa niebieskozielona, pokryta woskiem, odwrotnie jajowata, najszersza u szczytu, głęboko sieczna lub podzielona przy nasadzie. Na brzegu falista. Osadzona jest na masywnym ogonku liściowym.
KwiatyPromieniste, czterokrotne, zebrane w gronach. Żółtawe działki kielicha są 4, wyrastają w dwóch okółkach po dwie. Jasnożółte płatki korony są także cztery. Pręcików jest 6 czterosilnych; 4 wewnętrzne dłuższe od 2 zewnętrznych. Słupek jest górny zbudowany z dwóch owocolistków. Zalążnia dwukomorowa z fałszywą przegrodą.
OwoceŁuszczyny długości od 5 do 10 cm, zakończone pozbawionym nasion dzióbkiem.

## Odmiany
Podział i rangi taksonomiczne według Germplasm Resources Information Network:
- Brassica oleracea L. var. alboglabra (L. H. Bailey) Musil
- Brassica oleracea L. var. botrytis L. – kalafior
- Brassica oleracea L. var. capitata L. – kapusta warzywna głowiasta
- Brassica oleracea L. var. costata DC.
- Brassica oleracea L. var. gemmifera (DC.) Zenker – kapusta warzywna brukselska
- Brassica oleracea L. var. gongylodes L. – kalarepa
- Brassica oleracea L. var. italica Plenck – brokuł
- Brassica oleracea L. var. medullosa Thell. – kapusta warzywna pastewna
- Brassica oleracea L. var. oleracea – kapusta warzywna typowa
- Brassica oleracea L. var. palmifolia DC.
- Brassica oleracea L. var. ramosa DC.
- Brassica oleracea L. var. sabauda L. – kapusta warzywna włoska
- Brassica oleracea L. var. sabellica L. – jarmuż
- Brassica oleracea L. var. viridis L. – „kapusta galicyjska”

## Zastosowanie
- Większość odmian jest uprawiana jako warzywo. Odmiany te znane są z uprawy już od czasów starożytnych. Liczne zalety kapusty wychwalał Kato Starszy w De agri cultura, najstarszym zachowanym dziele literatury łacińskiej[6]. Obecnie uprawiana na całym świecie w strefach klimatu umiarkowanego i podzwrotnikowego.
- Niektóre odmiany są uprawiane jako rośliny pastewne.
- Niektóre odmiany są uprawiane jako rośliny ozdobne.